# La Tour-sur-Orb
La Tour-sur-Orb é uma comuna francesa na região administrativa de Occitânia, no departamento de Hérault. Estende-se por uma área de 30,65 km². Em 2010 a comuna tinha 1 309 habitantes (densidade: 42,7 hab./km²).